# Dream Within a Dream Tour
Dream Within a Dream Tour fue la cuarta gira musical de la cantante estadounidense Britney Spears, realizada para promover su tercer álbum de estudio, Britney (2001). Fue promocionada por Concerts West, siendo la primera vez que Spears no hizo una gira con Clear Channel Entertainment. Comenzó en Columbus, Ohio, el 1 de noviembre de 2001, cinco días antes del lanzamiento del álbum, y finalizó el 28 de julio de 2002, en un polémico concierto en la Ciudad de México. De acuerdo a Billboard el Dream Within a Dream Tour generó ganancias mayores a los US$43,7 millones, siendo así la gira más recaudadora de una artista femenina en el 2002.
El espectáculo fue más elaborado y teatral que sus anteriores giras. Se incluyó una forma clave del escenario que permitía una fácil vista de todo el público, diversas plataformas entre ellos un círculo en torno a Spears parte de la audiencia y una enorme pantalla de la lluvia que vertía más de 360 galones de agua, también se utilizaba confeti, pirotecnia, luces láser y niebla artificial. Para los conciertos del 2002 se hicieron algunos cambios, varias canciones fueron remezcladas y Spears interpretó algunas canciones inéditas. Irónicamente, su último espectáculo en la Ciudad de México se canceló a la mitad debido a fuertes lluvias y tormentas eléctricas. El espectáculo del 18 de noviembre de 2001 en Las Vegas fue grabado para un especial que salió al aire en HBO y después se publicó en un DVD titulado Live from Las Vegas. El show de diciembre en Albany también fue grabado y reproducido en un programa de televisión alemán y en abril de 2002 también fue grabado el espectáculo en Japón para ser rodado en ese país. Cabe señalar que el especial de HBO ganó un premio Emmy en 2002.

## Acerca del show

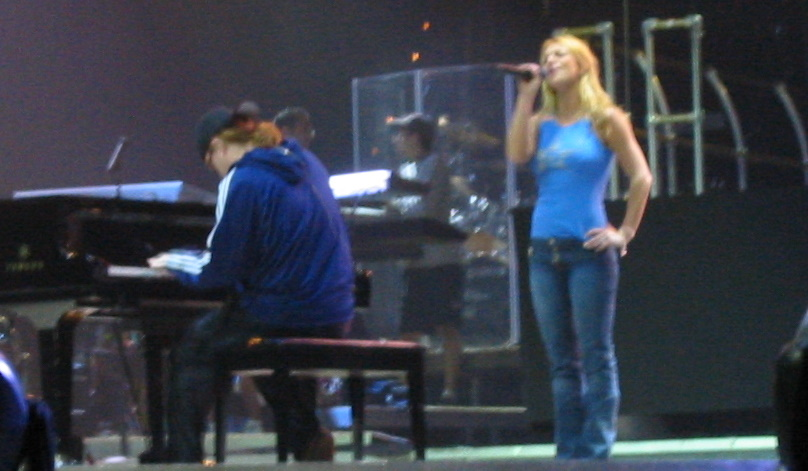
Spears interpretando el sencillo «I'm Not a Girl, Not Yet a Woman» en uno de sus ensayos antes de cada concierto.

El Dream Within a Dream Tour de Spears es considerada la gira más abundante y más extravagante de su carrera, por las rutinas y el espectáculo en sí. La gira es la favorita de los fanes de la cantante alrededor del mundo y la primera con más audiencia dejando por debajo al Oops!... I Did It Again Tour y al The Onyx Hotel Tour.

### Escenario
El escenario para la gira fue una clave única en su estructura como los de la época (Pop Odyssey Tour y Drowned World Tour). El escenario principal fue de forma semicircular con dos niveles y una rampa alrededor de los dos semi-círculos, por lo que Spears podría ser vista fácilmente por todos los espectadores que asistían. Una pasarela que se extendía desde un lado del escenario conectado a una segunda etapa rectangular en el centro de la escena. La fase de instalación parece mínima, pero destacó varios ascensores y pantallas de vídeo. El diseño permite a los miembros del público que se sientan todos en torno a la etapa entre ellas detrás del escenario. Además, hubo una alfombra mágica como plataforma suspendida de cables que navegó a lo largo de la longitud de la pasarela por encima de la multitud, además contando con un gran show de pirotecnia, así como también más elementos como una pantalla virtual y una pantalla de agua. El escenario presentado se establece como un club (Boys), un mundo bidimensional (Anticipating), y una selva ("I'm a Slave 4 U").

### Canciones
El repertorio del tour estuvo conformado por todos sus sencillos lanzados hasta la época, a excepción de From the Bottom of My Broken Heart (aunque en el medley se usaron etractos del sencillo), 3 canciones no lanzadas como sencillos, las cuales eran Anticipating, "What It's Like to Be Me y "Lonely", y además un medley entre Born to Make You Happy, Lucky y Sometimes. Spears realizó 16 canciones durante su 1ª etapa y 17 canciones durante su 2ª. Oops!... I Did It Again y (You Drive Me) Crazy fueron adaptadas a versión rock. Born to Make You Happy, Lucky y Sometimes fueron mezcladas en un medley con sonidos clásicos de una caja de música, y con elementos de From the Bottom of My Broken Heart y I'm a Slave 4 U contiene elementos de sonidos de la naturaleza, como el sonido de la lluvia y rayos, dado que la presentación de esta, está inspirada en la selva.

## Sinopsis

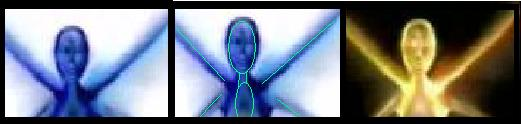
Interludio del Hada que aparece al inicio del concierto.

El espectáculo comenzó con una mujer, vestida con una bata blanca, corriendo por el escenario con una linterna. Un video de esa misma mujer cayendo de un edificio con una imagen de Britney, después comienza un vídeo con Spears durmiendo. Atrapada en una burbuja, aparece una pintura de un paraíso verde y un hada hablando de los sueños, basados en la poesía de Edgar Allan Poe, Spears se despierta, declara que estaba "atrapada en un sueño dentro de un sueño" antes de ser succionado por un mar de llamas. Inmediatamente, su guitarrista arrancó en un remix versión rock de "Oops!... I Did It Again". Britney sale al escenario en una plataforma circular vertical que da un completo giro de 360 grados ubicada en el fondo de la alfombra mágica, seguido baila una extensa coreografía que termina en pirotecnia (en los shows de 2002, no se ocupó la pirotecnia). Luego interpreta "(You Drive Me) Crazy" y se realiza un interludo de parte de sus bailarinas e interpreta en medio de un gran show de láseres "Overprotected".

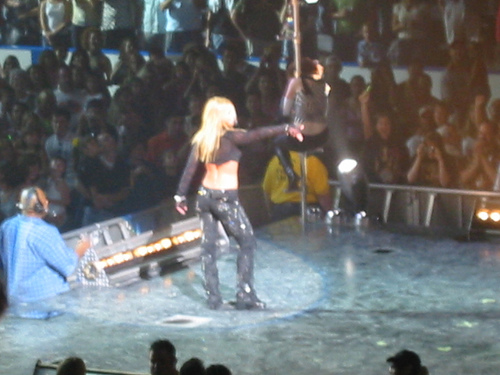
Spears interpretando «(You Drive Me) Crazy» en segmento inicial del concierto.

La siguiente sección aparece el actor Jon Voight, interpretando a un abuelo contando una historia a la hora de dormir a su pequeña nieta, esto acerca de una bailarina mágica que vivía en una caja de música. Spears sube a través de una caja de música gigante en el centro del escenario, vestida como una bailarina, cantando "Born to Make You Happy" A continuación la plataforma baja y la caja musical se abre, se arranca su tutú y se pone una bata para llevar a cabo "Lucky", con un gran espectáculo con confeti mientras camina por una la pasarela, luego regresa e interpreta "Sometimes".
El show continua con "Boys" y "Stronger", repentinamente con una gabardina y un sombrero cubiertos de pintura rosada y verde. Tras desaparecer un segmento del escenario, vuelve a aparecer en el escenario para interpretar "I'm Not a Girl, Not Yet a Woman" junto a su pianista y sus coristas. En el video intermedio se muestra a Britney y sus bailarines, como unos adolescentes que están en una banda. El vídeo parodia muchas canciones populares de la época como "Music" de Madonna. Luego apareció en el escenario para cantar "I Love Rock 'N Roll" en la alfombra mágica y en medio de un show lleno de pirotecnia, seguido de su vuelo en el aire en los cables de sujeción. Luego vuelve a aparecer en el escenario para cantar "What It's Like to Be Me" y "Lonely", donde se utiliza una pantalla giratoria para que parezca que tiene un baile con sí misma. Los bailarines a continuación, realizan "Breakdown", un interludio de baile, al igual que la banda.

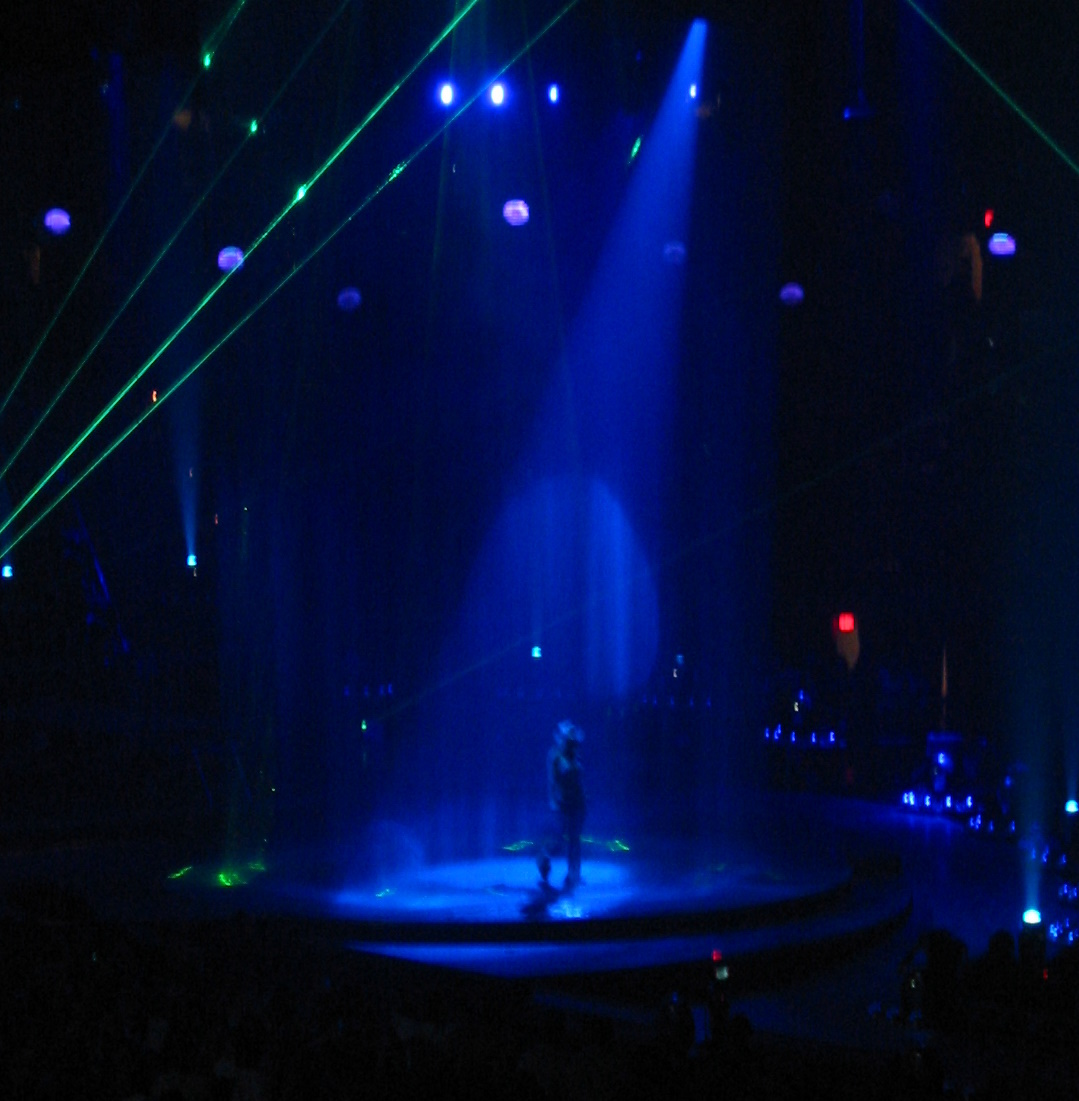
Spears interpretando «...Baby One More Time» durante el último acto del concierto.

El siguiente número que canta es "Don't Let Me Be The Last to Know", que canta en una plataforma circular que se eleva y caen burbujas del techo y dos de sus bailarines realizan una rutina de baile en el escenario. En los conciertos de 2002, Britney no se encuentra en la plataforma circular, sino que ella camina por todo el escenario, cantando la canción. Ella vuelve a aparecer después de un corto video llamado "Mundo Crayola" para cantar "Anticipating", al terminar de interpretarla arroja las piezas de su traje para cantar, "I'm A Slave 4 U". Ella agradece a sus fanes, la banda, y los bailarines antes de salir al escenario por una gran rampa.
Para el final del espectáculo, una gran pantalla de la lluvia aparece donde caen más de 360 galones de agua sobre el escenario principal. Britney camina a través de la pantalla de la lluvia, cantando un remix de su éxito "...Baby One More Time", remixado por Wade Robson como una balada de la primera estrofa y un atasco de techno-dance para el resto de la canción. Esto también implica la pirotecnia y una pista de aterrizaje utilizado en muchos números de vuelo a través del agua y sobre el escenario como Britney voló a través del aire mientras se simulaba una lluvia antes de aterrizar en el escenario y salir por una pequeña trampilla.

### Cambios en los conciertos de 2002
- En la interpretación de "Oops!... I Did It Again" no se ocupó pirotecnia en el puente de la canción.

- "Overprotected" fue interpretada en su versión "The Darkchild Remix" y para la presentación se cambiaron los trajes y la coreografía. Solo participaron Spears y las bailarinas.

- "Boys" fue interpretada en su versión "The Co-Ed Remix".

- Cuando interpretaba "Don't Let Me Be the Last to Know", Spears ya no subía a la plataforma, sino que caminaba por el escenario.

- Durante el medley, la que narraba la historia ahora es una mujer y se ocupó mucho menos confeti que en la primera etapa.

- Spears interpretó una canción inédita llamada "Mystic Man", la cual fue reemplazada por otras también inéditas en algunas fechas.

## Cancelación en México
El cierre de la gira en la Ciudad de México y su estancia está considerado como uno de los momentos más polémicos en toda su carrera. Durante la segunda noche del espectáculo en la Ciudad de México en el Foro Sol el 28 de julio de 2002, severas tormentas eléctricas azotaron la ciudad, estaba dando un espectáculo de baja calidad, pues el show se estaba dando de una manera alterada, eliminando algunas canciones del repertorio, y desorganizado, con efectos especiales que no se pudieron realizar debido a las condiciones climatológicas, causando que Spears cancelara repentinamente el espectáculo a medio repertorio realizado, lo que enfureció a la audiencia. Spears salió del país esa misma noche sin comentarios o explicaciones. La cantante informó durante una entrevista que el escenario fue alcanzado por un rayo en la presentación de los bailarines y casi cayó de la pasarela. La lluvia hizo el escenario resbaladizo.

## Actos de apertura
- O-Town
- Nikka Costa
- 3rd Phaze
- Luis Fonsi

## Emisiones y grabaciones
El 18 de noviembre de 2001 fue transmitido en vivo el concierto del MGM Grand Garden Arena en Las Vegas por la cadena HBO y luego fue lanzado en DVD el 22 de enero de 2002 titulado Britney Spears: Live from Las Vegas. Otros conciertos grabados de manera profesional fueron la fecha de Albany (transmitido por una cadena de Televisión Alemana), el concierto del Tokyo Dome en Japón (Transmitido en MTV Japan) y el cierre de la gira en México, de este último solo se usaron fragmentos para el documental Stages: Three Days In Mexico.

## Repertorio
- Acto 1:

1. Intro: «Dream Within' a Dream» (video)
2. «Oops!... I Did It Again»
3. «(You Drive Me) Crazy»

- Acto 2:

1. Interludio: «It Was All In Your Mind» (baile)
2. «Overprotected»

- Acto 3:

1. Interludio: «Storytime» (video; contiene elementos de «From the Bottom of My Broken Heart» y «Born to Make You Happy»)
2. Medley: «Born to Make You Happy» / «Lucky» / «Sometimes»
3. Interludio: «Storytime (Reprise)» (video)

- Acto 4:

1. «Boys»
2. «Stronger»
3. «Mystic Man» (agregada al repertorio en 2002)
4. «I'm Not a Girl, Not Yet a Woman»

- Acto 5:

1. Interludio: «Making the Band» (video; contiene elementos de «Who Let the Dogs Out?», «Music» y «I Love Rock 'n' Roll»)
2. «I Love Rock 'n' Roll»
3. «What It's Like To Be Me»
4. «Lonely»

- Acto 6:

1. Interludio: «Breakdown» (performance)
2. «Don't Let Me Be the Last to Know»
3. Interludio: «Crayola World» (video)
4. «Anticipating»
5. «I'm a Slave 4 U»

- Encore:

1. «...Baby One More Time»
2. Outro: «It Was Just a Dream» (video)

Notas
- A partir de 2002, la versión de «Overprotected» que se interpretó fue la de The Darkchild Remix, en lugar de la original.
- A partir de 2002, la versión de «Boys» que se interpretó fue la de The Co-Ed Remix, en lugar de la original.
- En algunas fechas de la gira, «Mystic Man» no fue interpretada y en su lugar se interpretó «Weakness», «You Were My Home» o «My Love Was Always There».

Source:

## Fechas de la gira
| Fecha                   | Ciudad            | País           | Recinto                                |
| ----------------------- | ----------------- | -------------- | -------------------------------------- |
| Norteamérica            |                   |                |                                        |
| 1 de noviembre de 2001  | Columbus          | Estados Unidos | Nationwide Arena                       |
| 2 de noviembre de 2001  | Pittsburgh        | Estados Unidos | Mellon Arena                           |
| 5 de noviembre de 2001  | Toronto           | Canadá         | Air Canada Centre                      |
| 7 de noviembre de 2001  | Uniondale         | Estados Unidos | Nassau Coliseum                        |
| 8 de noviembre de 2001  | University Park   | Estados Unidos | Bryce Jordan Center                    |
| 9 de noviembre de 2001  | Cleveland         | Estados Unidos | Gund Arena                             |
| 10 de noviembre de 2001 | Cincinnati        | Estados Unidos | Firstar Center                         |
| 12 de noviembre de 2001 | Denver            | Estados Unidos | Pepsi Center                           |
| 13 de noviembre de 2001 | Salt Lake City    | Estados Unidos | Delta Center                           |
| 17 de noviembre de 2001 | Las Vegas         | Estados Unidos | MGM Grand Garden Arena                 |
| 18 de noviembre de 2001 | Las Vegas         | Estados Unidos | MGM Grand Garden Arena                 |
| 20 de noviembre de 2001 | Anaheim           | Estados Unidos | Arrowhead Pond                         |
| 21 de noviembre de 2001 | Los Ángeles       | Estados Unidos | Staples Center                         |
| 26 de noviembre de 2001 | Auburn Hills      | Estados Unidos | The Palace of Auburn Hills             |
| 27 de noviembre de 2001 | Milwaukee         | Estados Unidos | Bradley Center                         |
| 28 de noviembre de 2001 | Rosemont          | Estados Unidos | Allstate Arena                         |
| 28 de noviembre de 2001 | Mineápolis        | Estados Unidos | Target Center                          |
| 1 de diciembre de 2001  | Atlantic City     | Estados Unidos | Boardwalk Hall                         |
| 2 de diciembre de 2001  | East Rutherford   | Estados Unidos | Continental Airlines Arena             |
| 3 de diciembre de 2001  | Albany            | Estados Unidos | Pepsi Arena                            |
| 5 de diciembre de 2001  | Nueva York        | Estados Unidos | Madison Square Garden                  |
| 8 de diciembre de 2001  | Hartford          | Estados Unidos | Hartford Civic Center                  |
| 9 de diciembre de 2001  | Boston            | Estados Unidos | Fleet Center                           |
| 10 de diciembre de 2001 | Filadelfia        | Estados Unidos | Wachovia Center                        |
| 11 de diciembre de 2001 | Boston            | Estados Unidos | Fleet Center                           |
| 14 de diciembre de 2001 | Raleigh           | Estados Unidos | Raleigh Entertainment and Sports Arena |
| 15 de diciembre de 2001 | Atlanta           | Estados Unidos | Philips Arena                          |
| 16 de diciembre de 2001 | Nueva Orleans     | Estados Unidos | New Orleans Arena                      |
| 18 de diciembre de 2001 | Tampa             | Estados Unidos | St. Pete Time's Forum                  |
| 19 de diciembre de 2001 | Miami             | Estados Unidos | American Airlines Arena                |
| 21 de diciembre de 2001 | Washington D. C.  | Estados Unidos | MCI Center                             |
| Asia                    |                   |                |                                        |
| 25 de abril de 2002     | Tokio             | Japón          | Tokyo Dome                             |
| Norteamérica            |                   |                |                                        |
| 24 de mayo de 2002      | Las Vegas         | Estados Unidos | Mandalay Bay Events Center             |
| 25 de mayo de 2002      | Las Vegas         | Estados Unidos | Mandalay Bay Events Center             |
| 28 de mayo de 2002      | Vancouver         | Canadá         | Pacific Coliseum                       |
| 29 de mayo de 2002      | Tacoma            | Estados Unidos | Tacoma Dome                            |
| 30 de mayo de 2002      | Portland          | Estados Unidos | Rose Garden Arena                      |
| 1 de junio de 2002      | Oakland           | Estados Unidos | Oakland Arena                          |
| 2 de junio de 2002      | San José          | Estados Unidos | Compaq Center at San Jose              |
| 4 de junio de 2002      | Los Ángeles       | Estados Unidos | Staples Center                         |
| 5 de junio de 2002      | San Diego         | Estados Unidos | Cox Arena                              |
| 6 de junio de 2002      | Los Ángeles       | Estados Unidos | Staples Center                         |
| 10 de junio de 2002     | Sacramento        | Estados Unidos | ARCO Arena                             |
| 12 de junio de 2002     | Phoenix           | Estados Unidos | America West Arena                     |
| 14 de junio de 2002     | Lubbock           | Estados Unidos | United Spirit Arena                    |
| 15 de junio de 2002     | San Antonio       | Estados Unidos | Alamodome                              |
| 16 de junio de 2002     | Houston           | Estados Unidos | Compaq Center                          |
| 20 de junio de 2002     | Chicago           | Estados Unidos | United Center                          |
| 21 de junio de 2002     | Indianápolis      | Estados Unidos | Conseco Fieldhouse                     |
| 22 de junio de 2002     | San Luis          | Estados Unidos | Savvis Center                          |
| 24 de junio de 2002     | Auburn Hills      | Estados Unidos | The Palace of Auburn Hills             |
| 25 de junio de 2002     | Hamilton          | Canadá         | Copps Coliseum                         |
| 26 de junio de 2002     | Búfalo            | Estados Unidos | HSBC Arena                             |
| 28 de junio de 2002     | Filadelfia        | Estados Unidos | Wachovia Center                        |
| 29 de junio de 2002     | Boston            | Estados Unidos | TD Banknorth Garden                    |
| 30 de junio de 2002     | Worcester         | Estados Unidos | DCU Center                             |
| 5 de julio de 2002      | Atlantic City     | Estados Unidos | Boardwalk Hall                         |
| 6 de julio de 2002      | East Rutherford   | Estados Unidos | Continental Airline Arena              |
| 9 de julio de 2002      | Uniondale         | Estados Unidos | Nassau Coliseum                        |
| 10 de julio de 2002     | Washington D. C.  | Estados Unidos | MCI Center                             |
| 11 de julio de 2002     | Charlotte         | Estados Unidos | Charlotte Coliseum                     |
| 13 de julio de 2002     | Sunrise           | Estados Unidos | BankAtlantic Center                    |
| 14 de julio de 2002     | Orlando           | Estados Unidos | TD Waterhouse Centre                   |
| 18 de julio de 2002     | Bossier City      | Estados Unidos | CenturyTel Center                      |
| 19 de julio de 2002     | Oklahoma City     | Estados Unidos | Ford Center                            |
| 20 de julio de 2002     | North Little Rock | Estados Unidos | Alltel Arena                           |
| 22 de julio de 2002     | Dallas            | Estados Unidos | American Airlines Center               |
| 27 de julio de 2002     | Ciudad de México  | México         | Foro Sol                               |
| 28 de julio de 2002     | Ciudad de México  | México         | Foro Sol                               |